# 테스타초

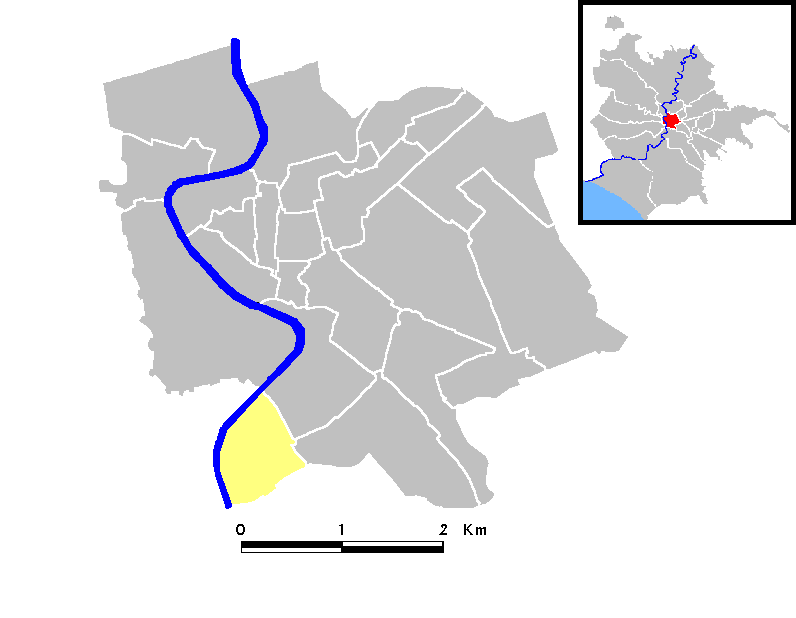
테스타초의 위치

테스타초(이탈리아어: Testaccio)는 이탈리아 로마의 리오네다. R. XX라고 표기되며, 로마 1구에 속한다.